# Trübungszone
Trübungszonen sind Zonen in Ästuaren, in denen eine besonders hohe Konzentration suspendierter Sedimente in der Wassersäule vorherrscht.

## Entstehung

Entstehung einer Trübungszone durch den einsetzenden Flutstrom in einem teildurchmischten Ästuar.

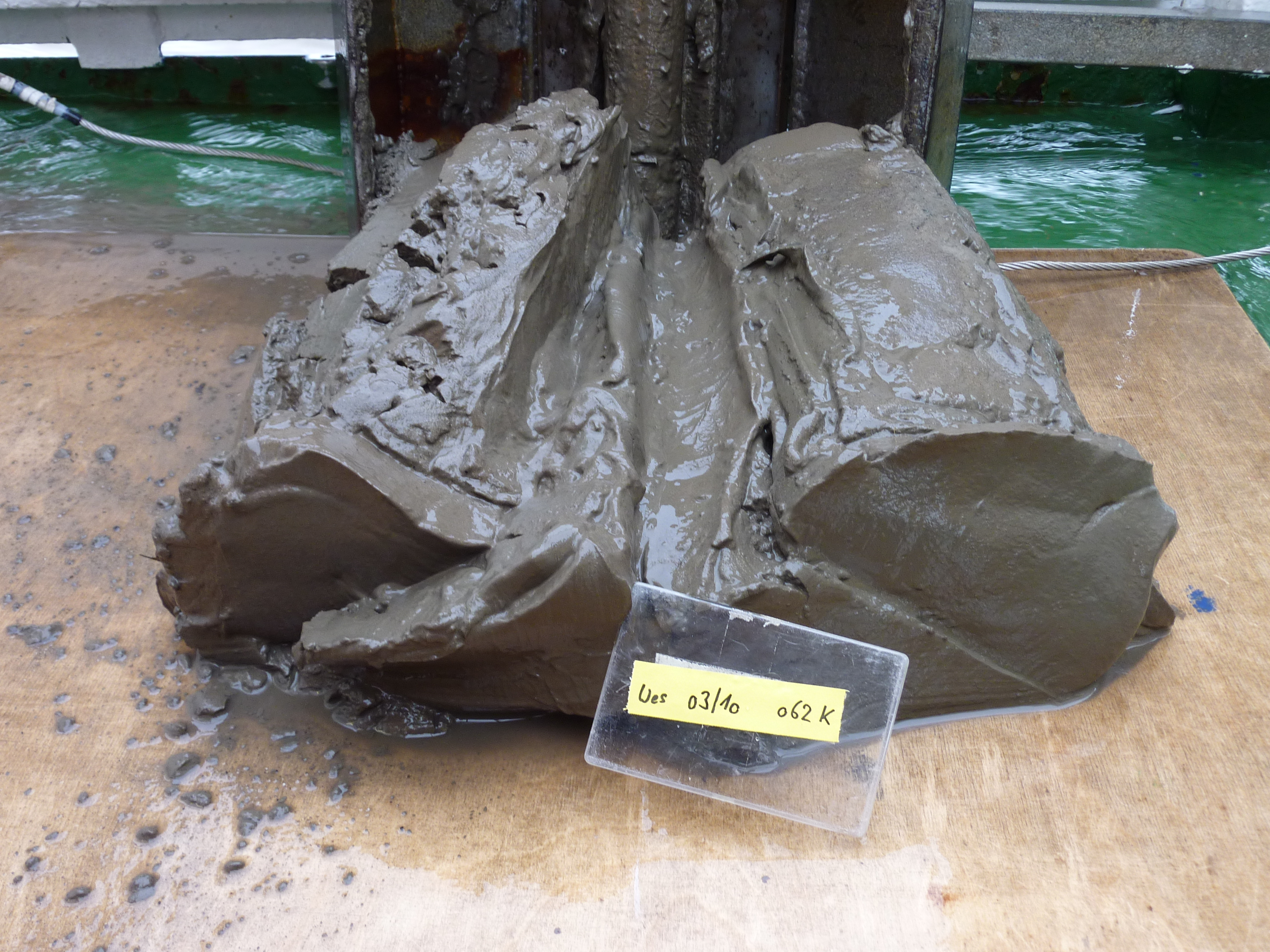
Schlickablagerung aus der Trübungszone des Weserästuars, die vermutlich aus verfestigtem Fluid Mud entstanden ist.

In einer Trübungszone finden laufend Kollisionsprozesse zwischen suspendierten Sedimentpartikeln statt. Dies führt zur Bildung von Aggregaten und zur Flockulation der Partikel. In der Weser wurden bspw. Flocken von bis zu 3 mm Durchmesser beobachtet. Dadurch wiederum erhöht sich die Absinkgeschwindigkeit der Partikel bzw. nunmehr Partikelaggregate, was bei ausreichend niedriger Strömungsgeschwindigkeit des Wassers, also kurz vor bis kurz nach Stillwasser, zu Sedimentation der ehemals suspendierten Sedimente führt. Diese Ablagerungen, auch Fluid Mud genannt, sind bedingt durch die Art ihrer Entstehung, anfänglich nur schwach konsolidiert und erreichen Konzentrationen von wenigen Gramm bis mehreren hundert Gramm pro Liter. Sie zeigen außerdem starke Thixotropie und können, abhängig von Sedimentnachschub und Sinkgeschwindigkeit, mehrere Meter Mächtigkeit erreichen.
Trübungszonen sind stets mit der flussaufwärts gelegenen Grenze von Süß- und Brackwasser assoziiert, welche zugleich ihre flussaufwärtige Begrenzung darstellt. Die flussabwärtige Begrenzung liegt bei einer Salinität von etwa 8 PSU.
Die Eigenschaften der Trübungszone hängen dabei von einer komplexen Kombination von Faktoren ab. Dazu zählen die Dynamik der Tide, die Ausprägung der ästuarinen Zirkulation sowie die Ablagerung und Erosion von Sedimenten, die ihrerseits von der Erodierbarkeit der vorhandenen Sedimente abhängig ist. Ihre räumliche und zeitliche Ausbreitung hängt dabei insbesondere vom Ausmaß des Tidenhubs, der Ausprägung des Spring-Nipptide-Zyklus, des Volumens der Wasserabflussmenge sowie Wind-induzierten Wasserstandsveränderungen im jeweiligen Ästuar ab. Aufgrund dieser Faktoren kann sich die Trübungszone innerhalb eines Ästuars stark verlagern.
Untersuchungen in verschiedenen Ästuaren haben zu der Ansicht geführt, dass der Hauptfaktor der zur Bildung und Aufrechterhaltung einer Trübungszone führt, eine Phasenverzögerung zwischen der Strömungsgeschwindigkeit des Wassers und der Ablagerung der in der Wassersäule suspendierten Sedimente ist.
Die Trübungszonen sind nicht gleichmäßig ausgebildet. Je nach den geomorphologischen und hydrologischen Gegebenheiten gibt es Stellen mit größerer Trübung und andere mit einer geringeren Konzentration an Schwebstoffen.
Trübungszonen entstehen nur bei entsprechend großem Tidenhub. Das ist bei den Flussmündungen in die Nordsee der Fall. In Deutschland werden speziell die Trübungszonen der Weser, der Elbe und der Ems untersucht. In den Ästuaren der Ostsee kommt es wegen des geringeren Tidenhubs nicht zur Bildung von Trübungszonen.

## Folgen für Mensch und Natur
Bei Stillwasser kann es zur Ablagerung von Fluid Mud, einem niedrigviskosen Ton-, Silt-, Feinsand-, Wassergemisch mit hohem Anteil an Organikbestandteilen, kommen. Diese Ablagerungen werden meist bei erneut einsetzendem Flut- oder Ebbstrom sofort wieder erodiert, die untersten Lagen können aber, bei ausreichend starker Kompaktion, beständig sein. Akkumulieren sich diese Ablagerungen im Laufe der Zeit, stellen sie über kurz oder lang ein Hindernis für die Schiffbarkeit dar, dass durch bspw. Baggermaßnahmen beseitigt werden muss. Ein wichtiges Problem ist dabei, dass niedrigviskose Sedimente bzw. Suspensionen mittels hydroakustischer Messverfahren oft nicht oder nur schwer detektierbar sind.
Das Wachstum von Phytoplankton wird durch die starke Trübung sehr eingeschränkt.